# اراتو
اراتو (به انگلیسی: Erato)، موز غزل و ترانه.
از دختران زئوس و منموسونه که میوزها نامیده می‌شدند. تعدادشان نه تن بود و هر یک الههٔ حامی هنری خاص بودند. اراتو به معنی دوست داشتنی و موز غزل و ترانه بود.